# Llista de topònims de Palol de Revardit
Llista de topònims (noms propis de lloc) del municipi de Palol de Revardit, al Pla de l'Estany
Informació actualitzada per un bot. Els canvis manuals es perdran quan s'actualitzi!

## curs d'aigua
| imatge | Nom               | Ubicat a                                                  | instància de | Detalls          | coordenades                                                          | Protecció                   | Commons (més fotos) | Dades a WD                    |
| ------ | ----------------- | --------------------------------------------------------- | ------------ | ---------------- | -------------------------------------------------------------------- | --------------------------- | ------------------- | ----------------------------- |
|        | Revardit          | Cornellà del Terri                                        | curs d'aigua | Desemboca: Terri | 42° 05′ 16″ N, 2° 49′ 42″ E / 42.08767750758065°N,2.82823920249939°E |                             |                     | Modifica les dades a Wikidata |
|        | riera d'en Xuncla | Canet d'Adri Palol de Revardit Sant Gregori Sarrià de Ter | curs d'aigua | Desemboca: Ter   |                                                                      | bé cultural d'interès local | Riera d'en Xuncla   | Modifica les dades a Wikidata |

## entitat singular de població
| imatge | Nom                   | Ubicat a          | instància de                                                                   | Detalls | coordenades                                                                  | Protecció | Commons (més fotos)   | Dades a WD                    |
| ------ | --------------------- | ----------------- | ------------------------------------------------------------------------------ | ------- | ---------------------------------------------------------------------------- | --------- | --------------------- | ----------------------------- |
|        | Palol de Revardit     | Palol de Revardit | entitat singular de població ens local històric de Catalunya capital municipal | 264 hab | 42° 04′ 11″ N, 2° 47′ 46″ E / 42.069857°N,2.79623°E 148 msnm                 |           |                       | Modifica les dades a Wikidata |
|        | Riudellots de la Creu | Palol de Revardit | entitat singular de població ens local històric de Catalunya                   | 130 hab | 42° 03′ 25″ N, 2° 48′ 50″ E / 42.056840803635°N,2.81377477543808°E 132 msnm  |           | Riudellots de la Creu | Modifica les dades a Wikidata |
|        | Sant Martí de la Mota | Palol de Revardit | entitat singular de població ens local històric de Catalunya                   | 73 hab  | 42° 03′ 05″ N, 2° 47′ 23″ E / 42.0513501605212°N,2.78965819186736°E 261 msnm |           | Sant Martí de la Mota | Modifica les dades a Wikidata |

## església
| imatge | Nom                                 | Ubicat a          | instància de     | Detalls                                           | coordenades                                                                                            | Protecció                   | Commons (més fotos)                 | Dades a WD                    |
| ------ | ----------------------------------- | ----------------- | ---------------- | ------------------------------------------------- | --- | --------------------------- | ----------------------------------- | ----------------------------- |
|        | Sant Dalmau                         | Palol de Revardit | església capella |                                                   | 42° 03′ 28″ N, 2° 46′ 29″ E / 42.0577344047578°N,2.77467509475986°E                                    |                             |                                     | Modifica les dades a Wikidata |
|        | Sant Martí Boscós                   | Palol de Revardit | església         |                                                   | 42° 03′ 27″ N, 2° 48′ 49″ E / 42.057525°N,2.813518°E                                                   | bé cultural d'interès local |                                     | Modifica les dades a Wikidata |
|        | Sant Martí de Riudellots de la Creu | Palol de Revardit | església         | Estil: arquitectura popular                       | 42° 03′ 26″ N, 2° 48′ 48″ E / 42.057316°N,2.813399°E ca:Centre nucli de Riudellots de la Creu 134 msnm | bé cultural d'interès local | Sant Martí de Riudellots de la Creu | Modifica les dades a Wikidata |
|        | Sant Martí de la Mota               | Palol de Revardit | església         |                                                   | 42° 03′ 06″ N, 2° 47′ 22″ E / 42.051786°N,2.789542°E 263 msnm                                          | bé cultural d'interès local | Sant Martí de la Mota               | Modifica les dades a Wikidata |
|        | Sant Miquel de Palol de Revardit    | Palol de Revardit | església         | Estil: arquitectura romànica arquitectura barroca | 42° 04′ 11″ N, 2° 47′ 47″ E / 42.069761°N,2.796346°E 149 msnm                                          | bé cultural d'interès local | Sant Miquel de Palol de Revardit    | Modifica les dades a Wikidata |

## masia
| imatge | Nom                         | Ubicat a          | instància de     | Detalls                                                  | coordenades                                                         | Protecció                                            | Commons (més fotos) | Dades a WD                    |
| ------ | --------------------------- | ----------------- | ---------------- | -------------------------------------------------------- | ------------------------------------------------------------------- | ---------------------------------------------------- | ------------------- | ----------------------------- |
|        | Ca l'Agutzil                | Palol de Revardit | masia            |                                                          | 42° 04′ 08″ N, 2° 47′ 19″ E / 42.068983112181°N,2.78862088014106°E  |                                                      |                     | Modifica les dades a Wikidata |
|        | Ca l'Aubó                   | Palol de Revardit | masia            |                                                          | 42° 04′ 00″ N, 2° 47′ 31″ E / 42.0666927038229°N,2.79204919728541°E |                                                      |                     | Modifica les dades a Wikidata |
|        | Ca l'Estanyol               | Palol de Revardit | masia            |                                                          | 42° 04′ 06″ N, 2° 48′ 09″ E / 42.0684132564278°N,2.8024148056251°E  |                                                      |                     | Modifica les dades a Wikidata |
|        | Ca l'Uric                   | Palol de Revardit | masia            |                                                          | 42° 02′ 39″ N, 2° 49′ 42″ E / 42.0442182076948°N,2.82829926304175°E |                                                      |                     | Modifica les dades a Wikidata |
|        | Ca la Molinera              | Palol de Revardit | masia            |                                                          | 42° 03′ 38″ N, 2° 48′ 53″ E / 42.0606069994858°N,2.81467023585886°E |                                                      |                     | Modifica les dades a Wikidata |
|        | Cal Pastor                  | Palol de Revardit | masia            |                                                          | 42° 03′ 44″ N, 2° 48′ 09″ E / 42.0623161395363°N,2.80260292117329°E |                                                      |                     | Modifica les dades a Wikidata |
|        | Cal Rajoler                 | Palol de Revardit | masia            |                                                          | 42° 02′ 59″ N, 2° 49′ 03″ E / 42.0496775594318°N,2.81750552468737°E |                                                      |                     | Modifica les dades a Wikidata |
|        | Can Batlle                  | Palol de Revardit | masia            |                                                          | 42° 04′ 32″ N, 2° 48′ 24″ E / 42.075692357204°N,2.8066581752975°E   |                                                      |                     | Modifica les dades a Wikidata |
|        | Can Blanc                   | Palol de Revardit | masia            |                                                          | 42° 02′ 30″ N, 2° 49′ 08″ E / 42.0415286223394°N,2.81878543250031°E |                                                      |                     | Modifica les dades a Wikidata |
|        | Can Bota                    | Palol de Revardit | masia            |                                                          | 42° 02′ 22″ N, 2° 48′ 12″ E / 42.0393866648628°N,2.80335050299296°E |                                                      |                     | Modifica les dades a Wikidata |
|        | Can Bufarol                 | Palol de Revardit | masia            |                                                          | 42° 03′ 43″ N, 2° 47′ 31″ E / 42.0618198110329°N,2.79185962882763°E |                                                      |                     | Modifica les dades a Wikidata |
|        | Can Cademont                | Palol de Revardit | masia            |                                                          | 42° 03′ 16″ N, 2° 48′ 49″ E / 42.054507660428°N,2.8135036355278°E   |                                                      |                     | Modifica les dades a Wikidata |
|        | Can Canals                  | Palol de Revardit | masia            |                                                          | 42° 03′ 47″ N, 2° 48′ 43″ E / 42.062980178969°N,2.81187131982231°E  |                                                      |                     | Modifica les dades a Wikidata |
|        | Can Cases                   | Palol de Revardit | masia            |                                                          | 42° 04′ 28″ N, 2° 48′ 22″ E / 42.074544232126°N,2.80624004060201°E  |                                                      |                     | Modifica les dades a Wikidata |
|        | Can Cervià                  | Palol de Revardit | masia            |                                                          | 42° 03′ 03″ N, 2° 47′ 24″ E / 42.0508465030635°N,2.7900465524612°E  |                                                      |                     | Modifica les dades a Wikidata |
|        | Can Clot                    | Palol de Revardit | masia            |                                                          | 42° 02′ 49″ N, 2° 49′ 12″ E / 42.0468443144085°N,2.81993035067522°E |                                                      |                     | Modifica les dades a Wikidata |
|        | Can Dalles                  | Palol de Revardit | masia            |                                                          | 42° 03′ 48″ N, 2° 49′ 18″ E / 42.0633921714411°N,2.82170869547778°E |                                                      |                     | Modifica les dades a Wikidata |
|        | Can Ferrerós                | Palol de Revardit | masia            |                                                          | 42° 03′ 34″ N, 2° 49′ 40″ E / 42.0594296838312°N,2.82787153963576°E |                                                      |                     | Modifica les dades a Wikidata |
|        | Can Franc                   | Palol de Revardit | masia            |                                                          | 42° 04′ 35″ N, 2° 48′ 45″ E / 42.076437011876°N,2.81250857623711°E  |                                                      |                     | Modifica les dades a Wikidata |
|        | Can Gaià                    | Palol de Revardit | masia            |                                                          | 42° 03′ 44″ N, 2° 49′ 23″ E / 42.0622322568282°N,2.82295685025331°E |                                                      |                     | Modifica les dades a Wikidata |
|        | Can Garriga                 | Palol de Revardit | masia            |                                                          | 42° 04′ 06″ N, 2° 47′ 40″ E / 42.0683451188029°N,2.794388810434°E   |                                                      |                     | Modifica les dades a Wikidata |
|        | Can Gifreu                  | Palol de Revardit | masia            | Estil: arquitectura popular                              | 42° 04′ 25″ N, 2° 48′ 19″ E / 42.073488°N,2.805295°E                | bé integrant del patrimoni cultural català           |                     | Modifica les dades a Wikidata |
|        | Can Masfont                 | Palol de Revardit | masia            |                                                          | 42° 02′ 44″ N, 2° 48′ 32″ E / 42.0455655395518°N,2.80888978671896°E |                                                      |                     | Modifica les dades a Wikidata |
|        | Can Parades                 | Palol de Revardit | masia            |                                                          | 42° 02′ 52″ N, 2° 47′ 17″ E / 42.0476634445554°N,2.7880148819738°E  |                                                      |                     | Modifica les dades a Wikidata |
|        | Can Pere Comes              | Palol de Revardit | masia            |                                                          | 42° 02′ 16″ N, 2° 47′ 50″ E / 42.037848626193°N,2.7971075183998°E   |                                                      |                     | Modifica les dades a Wikidata |
|        | Can Pere Martí              | Palol de Revardit | masia            |                                                          | 42° 03′ 04″ N, 2° 49′ 36″ E / 42.0511507091638°N,2.8265887779216°E  |                                                      |                     | Modifica les dades a Wikidata |
|        | Can Peric                   | Palol de Revardit | masia            |                                                          | 42° 04′ 34″ N, 2° 48′ 47″ E / 42.0760778362199°N,2.81317453551441°E |                                                      |                     | Modifica les dades a Wikidata |
|        | Can Perot                   | Palol de Revardit | masia            |                                                          | 42° 02′ 50″ N, 2° 49′ 08″ E / 42.047346988861°N,2.81885348356043°E  |                                                      |                     | Modifica les dades a Wikidata |
|        | Can Portelló                | Palol de Revardit | masia            |                                                          | 42° 04′ 20″ N, 2° 47′ 39″ E / 42.0723078050001°N,2.79427931437387°E |                                                      |                     | Modifica les dades a Wikidata |
|        | Can Puig Ferrut             | Palol de Revardit | masia            |                                                          | 42° 02′ 20″ N, 2° 47′ 14″ E / 42.0389525352247°N,2.78718600751057°E |                                                      |                     | Modifica les dades a Wikidata |
|        | Can Puig de la Mota         | Palol de Revardit | masia            |                                                          | 42° 03′ 31″ N, 2° 46′ 48″ E / 42.058532291128°N,2.7801217330019°E   |                                                      |                     | Modifica les dades a Wikidata |
|        | Can Quaranta                | Palol de Revardit | masia            |                                                          | 42° 04′ 45″ N, 2° 47′ 49″ E / 42.079278217937°N,2.7969755938627°E   |                                                      |                     | Modifica les dades a Wikidata |
|        | Can Ramon                   | Palol de Revardit | masia            |                                                          | 42° 03′ 13″ N, 2° 47′ 16″ E / 42.0536701496246°N,2.78764444769082°E |                                                      |                     | Modifica les dades a Wikidata |
|        | Can Redreça                 | Palol de Revardit | masia            |                                                          | 42° 04′ 01″ N, 2° 47′ 15″ E / 42.0668372432406°N,2.78737091198291°E |                                                      |                     | Modifica les dades a Wikidata |
|        | Can Serrats                 | Palol de Revardit | masia            |                                                          | 42° 03′ 18″ N, 2° 47′ 54″ E / 42.054963015824°N,2.7982615554072°E   |                                                      |                     | Modifica les dades a Wikidata |
|        | Can Tolsà                   | Palol de Revardit | masia            |                                                          | 42° 03′ 07″ N, 2° 49′ 11″ E / 42.0519778935335°N,2.81981917525513°E |                                                      |                     | Modifica les dades a Wikidata |
|        | Can Vador                   | Palol de Revardit | masia            |                                                          | 42° 03′ 34″ N, 2° 48′ 51″ E / 42.0595163694923°N,2.81415370973835°E |                                                      |                     | Modifica les dades a Wikidata |
|        | Can Verdera                 | Palol de Revardit | masia casa forta | Estil: arquitectura popular Estat: enderrocat o destruït | 42° 02′ 49″ N, 2° 47′ 17″ E / 42.047056°N,2.788139°E                | bé d'interès cultural bé cultural d'interès nacional |                     | Modifica les dades a Wikidata |
|        | Can Vilar                   | Palol de Revardit | masia            |                                                          | 42° 03′ 30″ N, 2° 47′ 38″ E / 42.0584458371113°N,2.79379228639678°E |                                                      |                     | Modifica les dades a Wikidata |
|        | Can Vinardell               | Palol de Revardit | masia            | Estil: arquitectura popular                              | 42° 04′ 16″ N, 2° 48′ 11″ E / 42.071183°N,2.803066°E                | bé integrant del patrimoni cultural català           |                     | Modifica les dades a Wikidata |
|        | Can Xargajó                 | Palol de Revardit | masia            |                                                          | 42° 04′ 24″ N, 2° 48′ 14″ E / 42.0731981977644°N,2.80385059543373°E |                                                      |                     | Modifica les dades a Wikidata |
|        | Hostal de la Banyeta        | Palol de Revardit | masia            |                                                          | 42° 04′ 19″ N, 2° 48′ 52″ E / 42.0718828647608°N,2.81445611271377°E |                                                      |                     | Modifica les dades a Wikidata |
|        | Mas Bosc                    | Palol de Revardit | masia            |                                                          | 42° 04′ 14″ N, 2° 48′ 24″ E / 42.0706903053326°N,2.80675946213659°E |                                                      |                     | Modifica les dades a Wikidata |
|        | Mas Carreteric              | Palol de Revardit | masia            |                                                          | 42° 04′ 20″ N, 2° 48′ 01″ E / 42.0722104862968°N,2.80037217903693°E |                                                      |                     | Modifica les dades a Wikidata |
|        | Mas Casona                  | Palol de Revardit | masia            |                                                          | 42° 04′ 05″ N, 2° 48′ 10″ E / 42.0680895628187°N,2.80273008731257°E |                                                      |                     | Modifica les dades a Wikidata |
|        | Mas Clarà                   | Palol de Revardit | masia            |                                                          | 42° 04′ 18″ N, 2° 48′ 21″ E / 42.0716704841584°N,2.80584986722125°E |                                                      |                     | Modifica les dades a Wikidata |
|        | Mas Esteve                  | Palol de Revardit | masia            |                                                          | 42° 04′ 19″ N, 2° 48′ 11″ E / 42.0719631067683°N,2.80315327401927°E |                                                      |                     | Modifica les dades a Wikidata |
|        | Mas Garravar                | Palol de Revardit | masia            |                                                          | 42° 04′ 14″ N, 2° 48′ 10″ E / 42.0706567282809°N,2.80290346026089°E |                                                      |                     | Modifica les dades a Wikidata |
|        | Mas Ros                     | Palol de Revardit | masia            |                                                          | 42° 04′ 08″ N, 2° 48′ 05″ E / 42.0690239253234°N,2.80138544980239°E |                                                      |                     | Modifica les dades a Wikidata |
|        | Mas Zidro                   | Palol de Revardit | masia            |                                                          | 42° 04′ 02″ N, 2° 48′ 07″ E / 42.0672864635777°N,2.80185018911313°E |                                                      |                     | Modifica les dades a Wikidata |
|        | Masia del Pla de la Banyeta | Palol de Revardit | masia            | Estil: arquitectura popular                              | 42° 04′ 26″ N, 2° 49′ 03″ E / 42.073809°N,2.817528°E                | bé integrant del patrimoni cultural català           |                     | Modifica les dades a Wikidata |
|        | el Ferrer de Mas Pla        | Palol de Revardit | masia            |                                                          | 42° 03′ 59″ N, 2° 47′ 27″ E / 42.0664023433026°N,2.79086559032522°E |                                                      |                     | Modifica les dades a Wikidata |
|        | la Boscosa                  | Palol de Revardit | masia            |                                                          | 42° 03′ 05″ N, 2° 49′ 21″ E / 42.05140037371°N,2.8224414956419°E    |                                                      |                     | Modifica les dades a Wikidata |
|        | la Costa                    | Palol de Revardit | masia            |                                                          | 42° 03′ 40″ N, 2° 48′ 41″ E / 42.0612139086564°N,2.81127221823779°E |                                                      |                     | Modifica les dades a Wikidata |

## muntanya
| imatge | Nom                 | Ubicat a          | instància de | Detalls | coordenades                                                  | Protecció | Commons (més fotos) | Dades a WD                    |
| ------ | ------------------- | ----------------- | ------------ | ------- | ------------------------------------------------------------ | --------- | ------------------- | ----------------------------- |
|        | Muntanya d'en Vila  | Palol de Revardit | muntanya     |         | 42° 03′ 51″ N, 2° 47′ 45″ E / 42.0641°N,2.79591°E 244.6 msnm |           |                     | Modifica les dades a Wikidata |
|        | Puig de Sant Dalmau | Palol de Revardit | muntanya     |         | 42° 03′ 29″ N, 2° 46′ 21″ E / 42.0581°N,2.77242°E 362.7 msnm |           |                     | Modifica les dades a Wikidata |

## nucli de població
| imatge | Nom          | Ubicat a          | instància de      | Detalls | coordenades                                                         | Protecció | Commons (més fotos) | Dades a WD                    |
| ------ | ------------ | ----------------- | ----------------- | ------- | ------------------------------------------------------------------- | --------- | ------------------- | ----------------------------- |
|        | Mont-rodon   | Palol de Revardit | nucli de població |         | 42° 04′ 03″ N, 2° 48′ 11″ E / 42.067580415833°N,2.8030565717435°E   |           |                     | Modifica les dades a Wikidata |
|        | el Pujol     | Palol de Revardit | nucli de població |         | 42° 04′ 22″ N, 2° 48′ 07″ E / 42.0728165610461°N,2.80189343200742°E |           |                     | Modifica les dades a Wikidata |
|        | la Beguda    | Palol de Revardit | nucli de població |         | 42° 03′ 35″ N, 2° 48′ 58″ E / 42.0597535767115°N,2.81603843907071°E |           |                     | Modifica les dades a Wikidata |
|        | la República | Palol de Revardit | nucli de població |         | 42° 02′ 52″ N, 2° 49′ 12″ E / 42.047794025581°N,2.8200348086403°E   |           |                     | Modifica les dades a Wikidata |

## pedrera
| imatge | Nom                    | Ubicat a          | instància de | Detalls | coordenades                                                         | Protecció | Commons (més fotos) | Dades a WD                    |
| ------ | ---------------------- | ----------------- | ------------ | ------- | ------------------------------------------------------------------- | --------- | ------------------- | ----------------------------- |
|        | Coprosa                | Palol de Revardit | pedrera      |         | 42° 02′ 33″ N, 2° 49′ 29″ E / 42.0424474784007°N,2.82470337019804°E |           |                     | Modifica les dades a Wikidata |
|        | Pedrera d'en Masoliver | Palol de Revardit | pedrera      |         | 42° 02′ 33″ N, 2° 49′ 52″ E / 42.0425562234058°N,2.83115527220839°E |           |                     | Modifica les dades a Wikidata |

## polígon industrial
| imatge | Nom                           | Ubicat a          | instància de       | Detalls | coordenades                                                         | Protecció | Commons (més fotos) | Dades a WD                    |
| ------ | ----------------------------- | ----------------- | ------------------ | ------- | ------------------------------------------------------------------- | --------- | ------------------- | ----------------------------- |
|        | Indústria Jardí               | Palol de Revardit | polígon industrial |         | 42° 02′ 25″ N, 2° 49′ 09″ E / 42.0403042248952°N,2.81910305237475°E |           |                     | Modifica les dades a Wikidata |
|        | Polígon industrial La Banyeta | Palol de Revardit | polígon industrial |         | 42° 04′ 14″ N, 2° 48′ 56″ E / 42.0705335245035°N,2.81547544082213°E |           |                     | Modifica les dades a Wikidata |

## pont
| imatge | Nom                     | Ubicat a          | instància de | Detalls                                  | coordenades                                                        | Protecció                                  | Commons (més fotos) | Dades a WD                    |
| ------ | ----------------------- | ----------------- | ------------ | ---------------------------------------- | ------------------------------------------------------------------ | ------------------------------------------ | ------------------- | ----------------------------- |
|        | Pont de Can Franc       | Palol de Revardit | pont         |                                          | 42° 04′ 35″ N, 2° 48′ 57″ E / 42.0764872722713°N,2.8157362464404°E |                                            |                     | Modifica les dades a Wikidata |
|        | Pont de la Casa Cremada | Palol de Revardit | pont         |                                          | 42° 02′ 24″ N, 2° 49′ 19″ E / 42.039867250552°N,2.82188321231567°E |                                            |                     | Modifica les dades a Wikidata |
|        | Pont de les Acàcies     | Palol de Revardit | pont         |                                          | 42° 03′ 20″ N, 2° 48′ 59″ E / 42.055475958558°N,2.81635291480651°E |                                            |                     | Modifica les dades a Wikidata |
|        | Pont del Marmanya       | Palol de Revardit | pont         | Estil: arquitectura popular 18th century | 42° 03′ 57″ N, 2° 48′ 52″ E / 42.0659°N,2.8145°E 113 msnm          | bé integrant del patrimoni cultural català | Pont del Marmanya   | Modifica les dades a Wikidata |

## serra
| imatge | Nom                   | Ubicat a                             | instància de | Detalls | coordenades                                                         | Protecció | Commons (més fotos) | Dades a WD                    |
| ------ | --------------------- | ------------------------------------ | ------------ | ------- | ------------------------------------------------------------------- | --------- | ------------------- | ----------------------------- |
|        | Montaspre             | Cornellà del Terri Palol de Revardit | serra        |         | 42° 02′ 22″ N, 2° 50′ 08″ E / 42.03946944°N,2.83569194°E 203.2 msnm |           |                     | Modifica les dades a Wikidata |
|        | serra de Can Cademont | Palol de Revardit                    | serra        |         | 42° 03′ 17″ N, 2° 48′ 26″ E / 42.054733°N,2.807194°E                |           |                     | Modifica les dades a Wikidata |

## Misc
| imatge | Nom                                                   | Ubicat a          | instància de                         | Detalls                              | coordenades                                                                | Protecció                                            | Commons (més fotos)          | Dades a WD                    |
| ------ | ----------------------------------------------------- | ----------------- | ------------------------------------ | ------------------------------------ | -------------------------------------------------------------------------- | ---------------------------------------------------- | ---------------------------- | ----------------------------- |
|        | Can Vinardell                                         | Palol de Revardit | nucli d'entitat singular de població | 80 hab                               | 42° 04′ 13″ N, 2° 48′ 11″ E / 42.070282341831°N,2.8030482197461°E 131 msnm |                                                      |                              | Modifica les dades a Wikidata |
|        | Granja d'en Riera                                     | Palol de Revardit | granja                               |                                      | 42° 02′ 23″ N, 2° 49′ 40″ E / 42.03964213256°N,2.82781621148832°E          |                                                      |                              | Modifica les dades a Wikidata |
|        | Monument als donants de sang a Palol de Revardit      | Palol de Revardit | monument                             | Creador: Jordi Bosch Lleó 2011-09-24 | 42° 04′ 10″ N, 2° 47′ 45″ E / 42.06948611111111°N,2.795866666666667°E      |                                                      |                              | Modifica les dades a Wikidata |
|        | Palol de Revardit city walls                          | Palol de Revardit | muralla urbana                       |                                      |                                                                            | bé d'interès cultural                                |                              | Modifica les dades a Wikidata |
|        | Pou de glaç de la Banyeta                             | Palol de Revardit | pou de neu                           | Estil: arquitectura popular          | 42° 04′ 04″ N, 2° 48′ 42″ E / 42.06768°N,2.811701°E                        | bé cultural d'interès local                          | Pou de glaç de la Banyeta    | Modifica les dades a Wikidata |
|        | Sant Dalmau                                           | Palol de Revardit | vèrtex geodèsic                      | Alt: 1.2m                            | 42° 03′ 29″ N, 2° 46′ 21″ E / 42.058061°N,2.77244°E 367.172 msnm           |                                                      |                              | Modifica les dades a Wikidata |
|        | casa consistorial de Palol de Revardit                | Palol de Revardit | casa consistorial                    |                                      | 42° 04′ 10″ N, 2° 47′ 45″ E / 42.0693462°N,2.7957982°E                     |                                                      |                              | Modifica les dades a Wikidata |
|        | castell de Palol de Revardit                          | Palol de Revardit | castell                              | Estil: arquitectura del Renaixement  | 42° 04′ 11″ N, 2° 47′ 47″ E / 42.069725°N,2.796337°E 147 msnm              | bé d'interès cultural bé cultural d'interès nacional | Castell de Palol de Revardit | Modifica les dades a Wikidata |
|        | jaciment arqueològic de Pont de Riudellots de la Creu | Palol de Revardit | jaciment arqueològic                 |                                      | 42° 03′ 36″ N, 2° 48′ 59″ E / 42.0599722222°N,2.81627777778°E 135 msnm     |                                                      |                              | Modifica les dades a Wikidata |